# Catalina Gómez (presentadora)
Catalina Gómez Restrepo (Medellín, 18 de noviembre de 1980) es una presentadora de televisión colombiana. Desde 2006 es la presentadora del matutino Día a Día de Caracol Televisión.

## Biografía
Es la menor de ocho hermanos. A los ocho años, tenía un periódico familiar donde divulgaba pequeños secretos de sus hermanos, y en Navidad, con ayuda de una pequeña grabadora hacía programas navideños para dárselos de regalo a sus padres en la noche. Fue directora del periódico escolar del colegio donde estudiaba. Aunque quería ser médica, desde muy niña le llamaban la atención los espectáculos y el entretenimiento. De este modo decidió iniciar su carrera de Comunicación Social en la Universidad Pontificia Bolivariana de Medellín. Desde 2006, es la presentadora del programa matutino del Canal Caracol, Día a Día y en el año 2007 se une al grupo de presentadoras de entretenimiento de Noticias Caracol.

## Carrera
Tras terminar sus estudios universitarios, empezó haciendo sus prácticas en Teleantioquia, en un programa en la noche dedicado a los hombres. Intentó participar en Señorita Antioquia, pero no se lo permitieron, por haber modelado previamente en una campaña publicitaria de ropa interior. Su salto a los medios nacionales se dio como presentadora de la sección de entretenimiento del Noticiero CM&. Después de trabajar en Caracol Radio pasó Caracol Televisión, en la sección de entretenimiento de Noticias Caracol, en donde estuvo desde 2007 hasta 2011, años en los cuales se convirtió en la imagen de algunas campañas publicitarias y trabajo como modelo de varias marcas. Desde 2006, es presentadora del magazín Día a Día de Caracol Televisión. A partir de los consejos presentados en su sección "Los Apuntes de Cata", ha publicado dos libros: "Los Apuntes de Cata: Secretos de la Naturaleza para tu salud y belleza" (2013), "Los Apuntes de Cata: Soluciones para el Hogar" (2015).

## Filmografía

### Televisión
| Año                     | Título               | Rol                | Canal            |
| ----------------------- | -------------------- | ------------------ | ---------------- |
| 2020                    |                      |                    |                  |
| Voy por ti juega por mi | Participante         | Caracol Televisión |                  |
| Caza vídeos             | Presentadora         | Caracol Televisión |                  |
| 2007-2011               | Presentadora         | Caracol Televisión | Noticias Caracol |
| 2006-presente           | Presentadora         | Caracol Televisión | Día a Día        |
| 2005-2006               | Presentadora         | Caracol Radio      | Caracol Radio    |
| 2002-2005               | Noticiero CM&        | Presentadora       | Canal 1          |
| 2002-2004               | Programa en la noche | Presentadora       | Teleantioquia    |